# Cimenteng Jaya
Cimenteng Jaya is een bestuurslaag in het regentschap Lebak van de provincie Banten, Indonesië. Cimenteng Jaya telt 1363 inwoners (volkstelling 2010).